# El Djamila
 (février 2011).
Si vous disposez d'ouvrages ou d'articles de référence ou si vous connaissez des sites web de qualité traitant du thème abordé ici, merci de compléter l'article en donnant les références utiles à sa vérifiabilité et en les liant à la section « Notes et références ».
El Djamila (anciennement La Madrague), est une station balnéaire située à l'ouest de la commune algérienne d'Aïn Benian (anciennement Guyoville) dans la wilaya d'Alger.

## Géographie
El Djamila est située à l’extrême ouest de la commune d'Aïn Bénian et fait face à la presqu’ile de Sidi-Ferruch dont elle est séparée par une plage de sable d’une longueur d’environ 7 km le long de laquelle se trouvent les complexes touristiques de « Club des Pins » et de « Moretti ».

## Tourisme
El Djamila constitue la principale zone touristique de la commune d'Aïn Benian.
La station balnéaire est composée :
- d'un ensemble d’habitations individuelles de type colonial (1 036 villas et 15 cabanons[réf. nécessaire]) et de type moderne algérien ;
- d'un ensemble d’équipements touristiques et de détente ;
- d'une plage de sable ;
- d'un port de pêche et de plaisance.
- d'une plage artificielle en gravier

## Transport
En août 2014, Algérie Ferries a été chargée de l'exploitation de ligne d’Alger-La Pêcherie à El Djamila, un service de transport maritime urbain.

## Galeries de photos

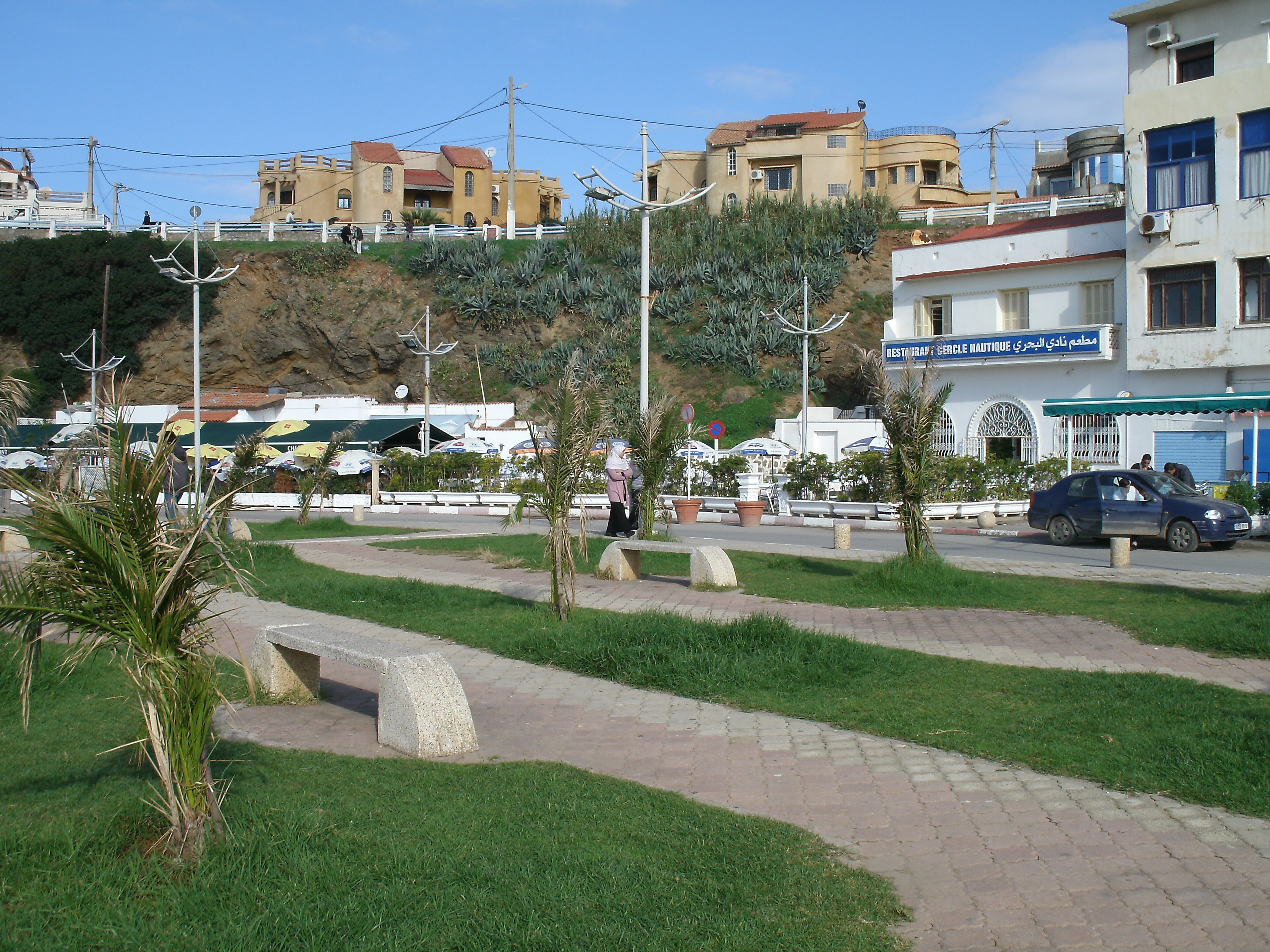
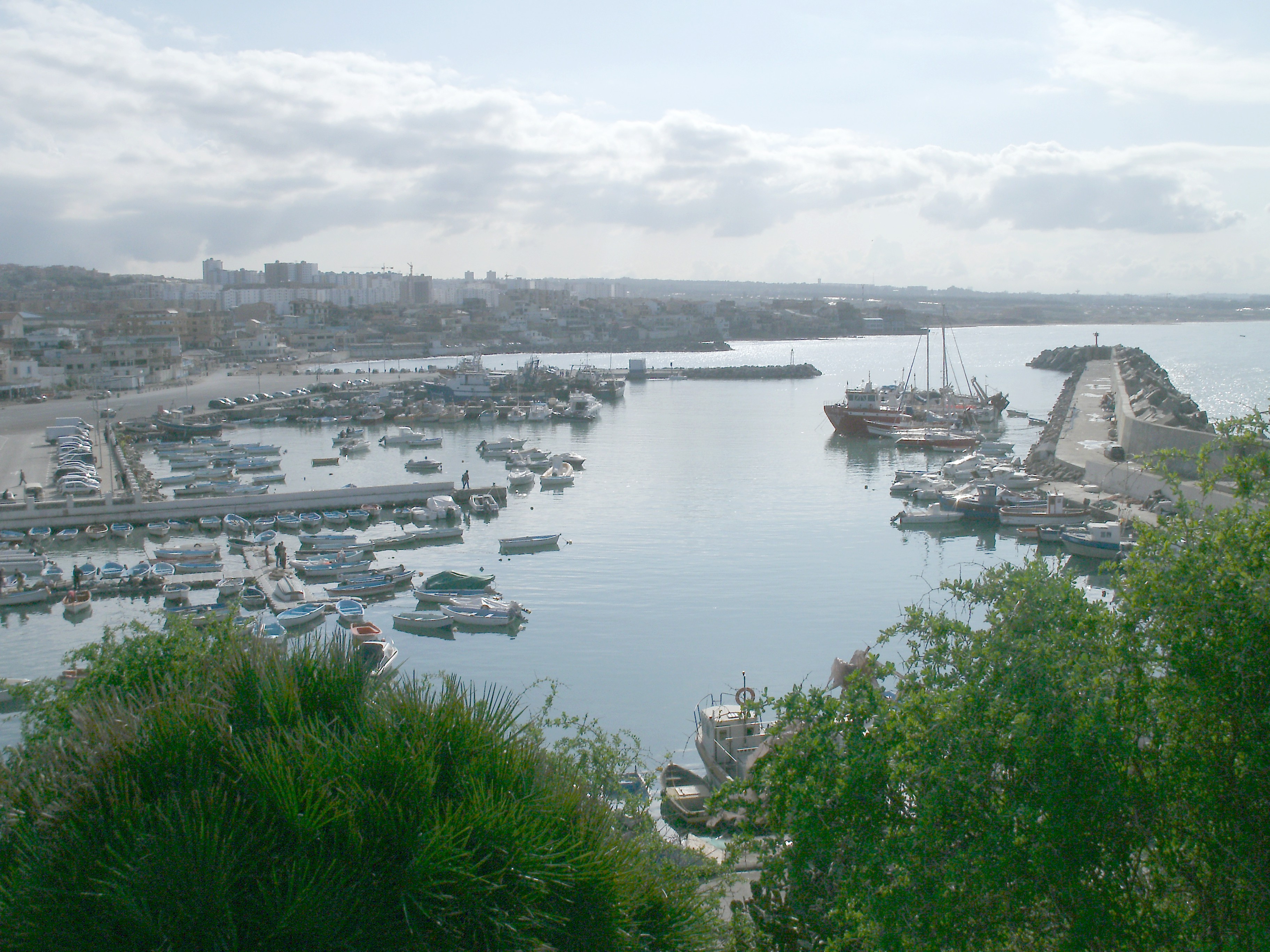
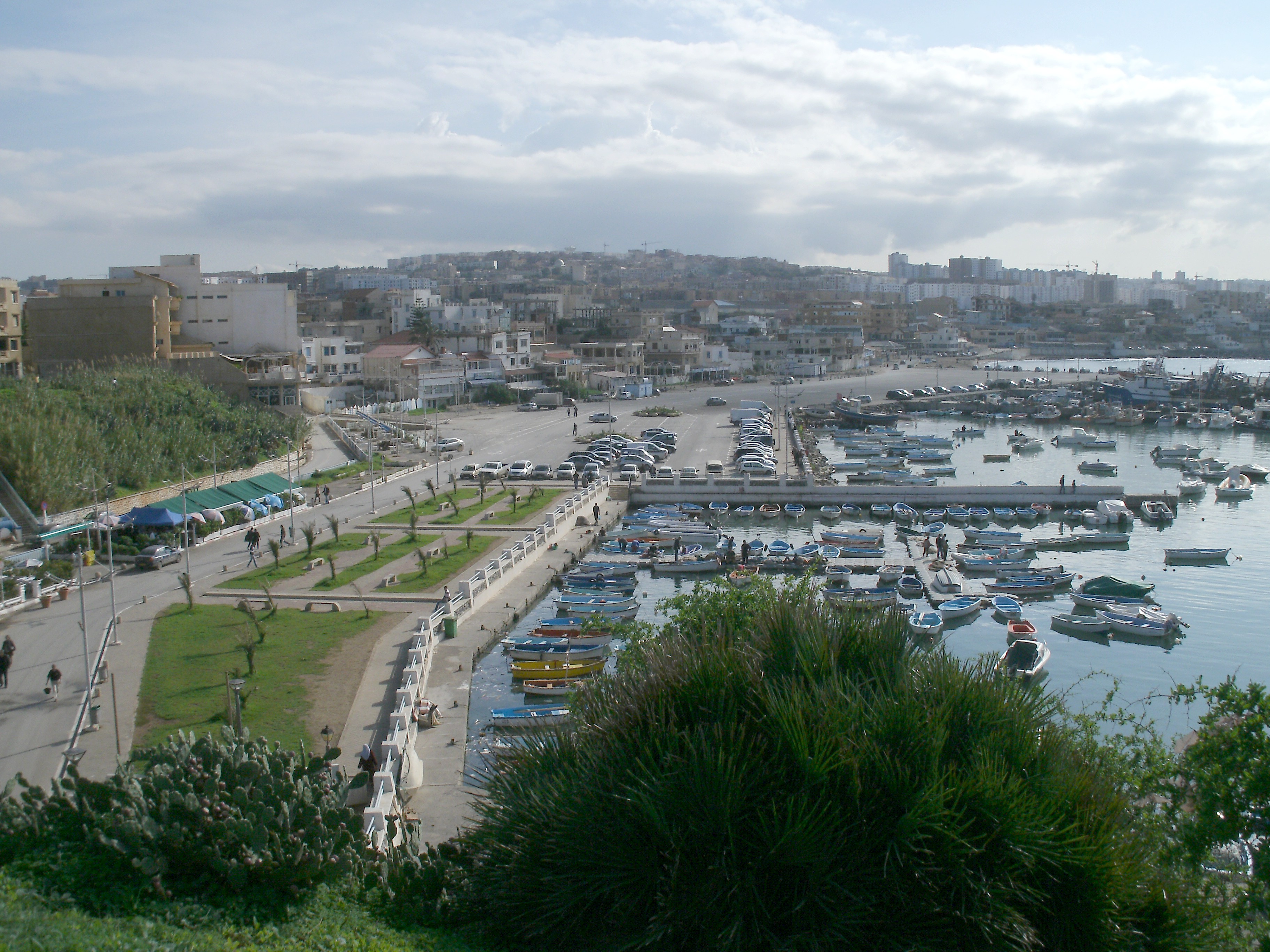
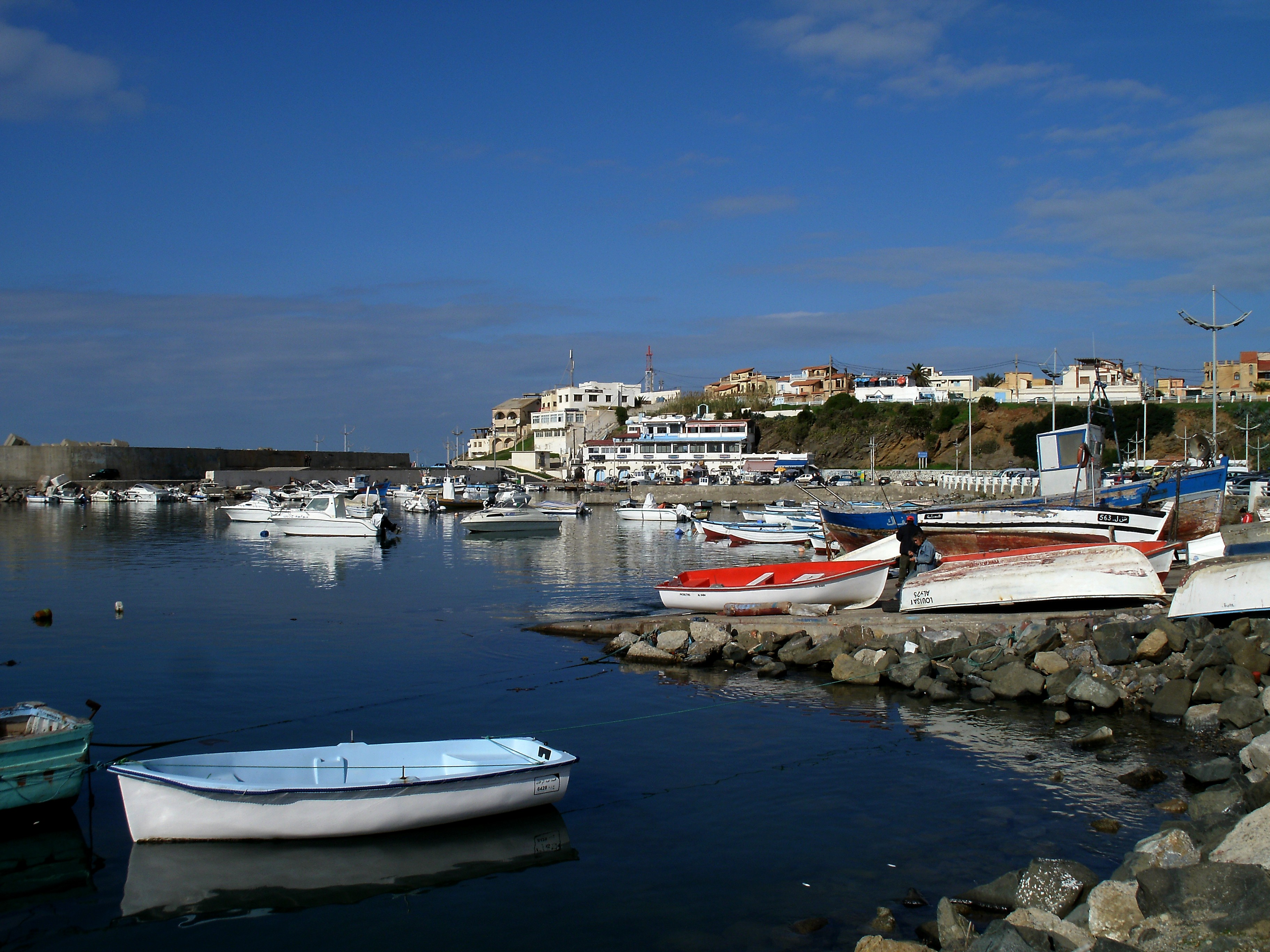
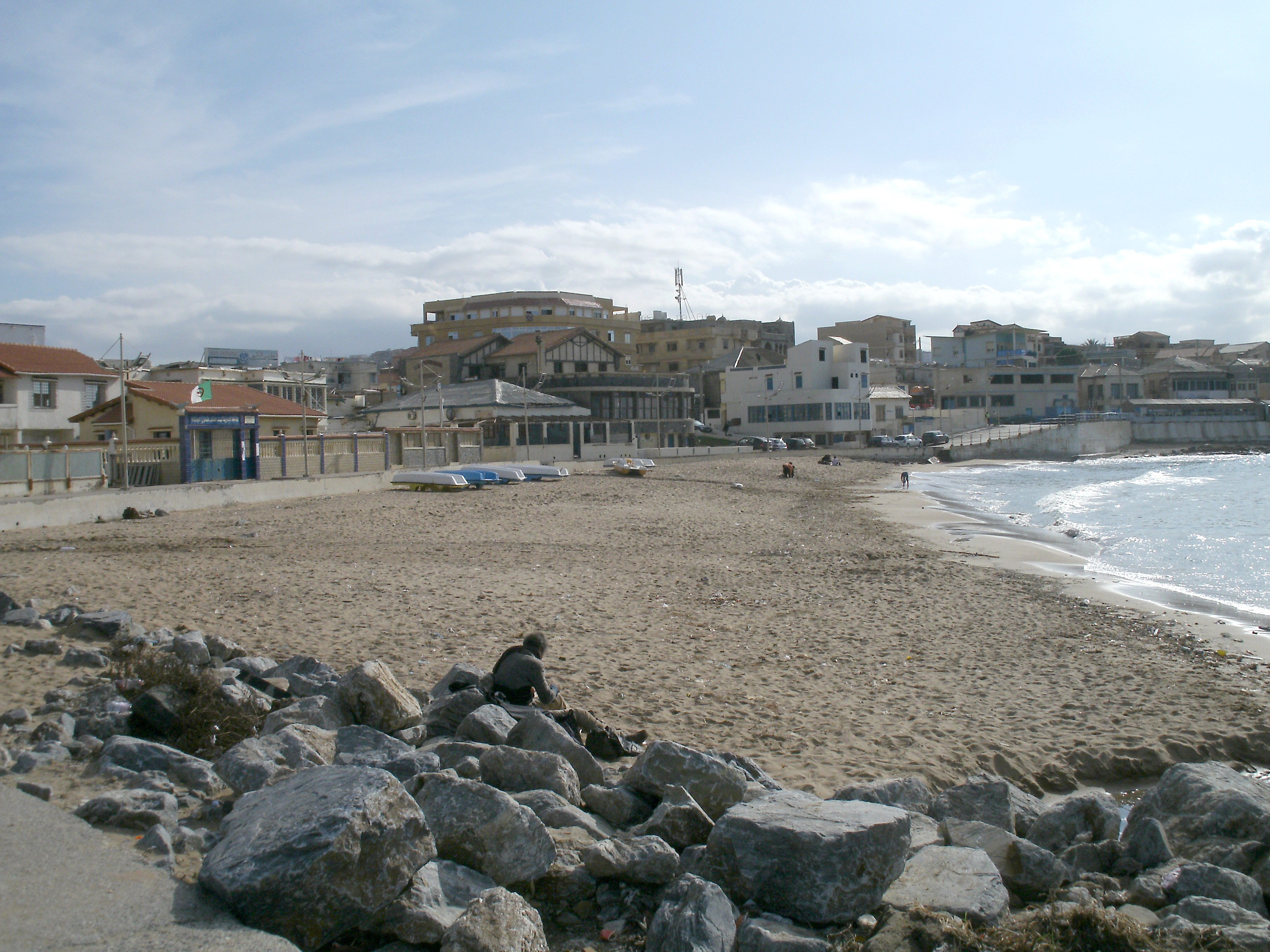
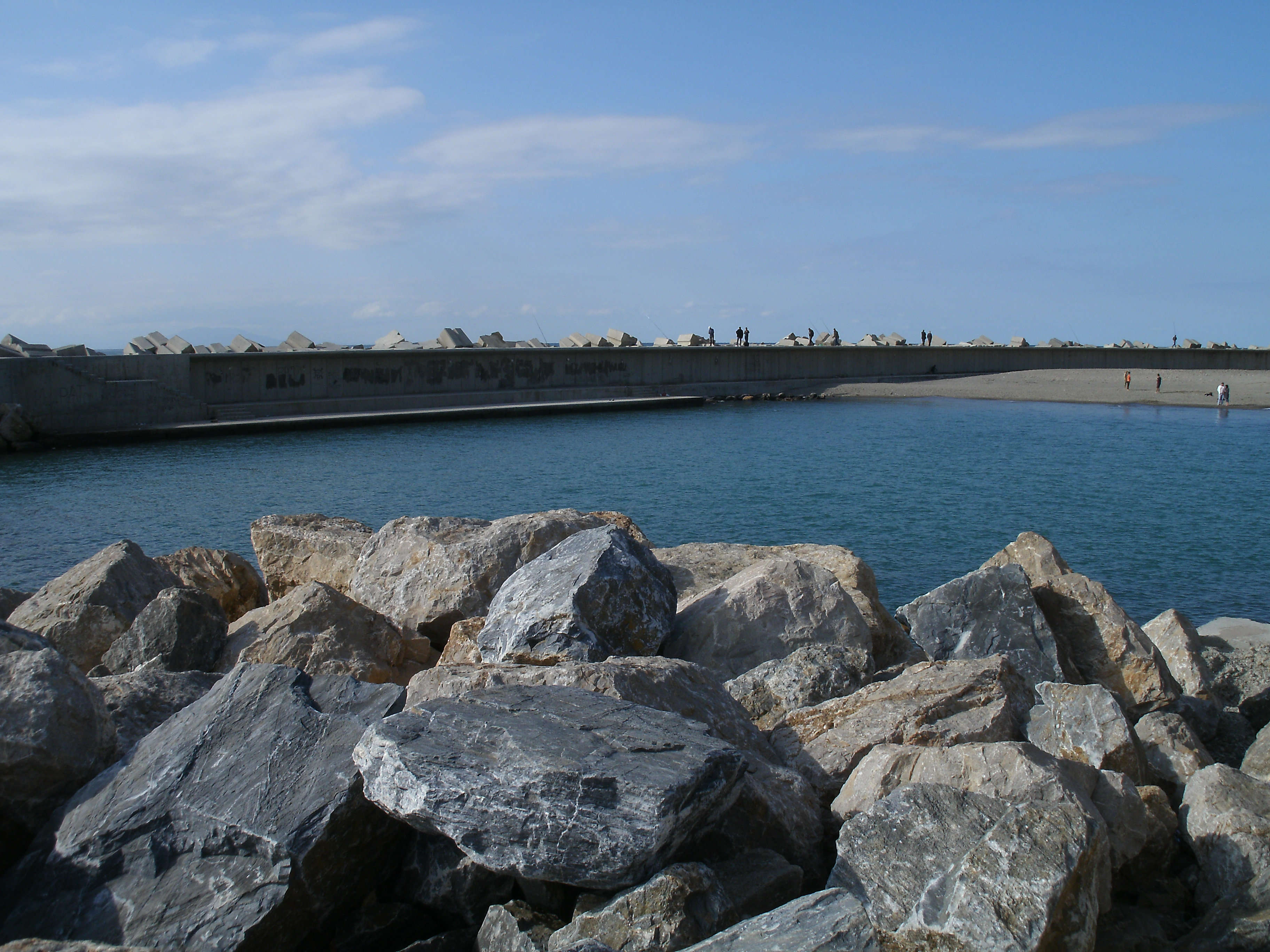
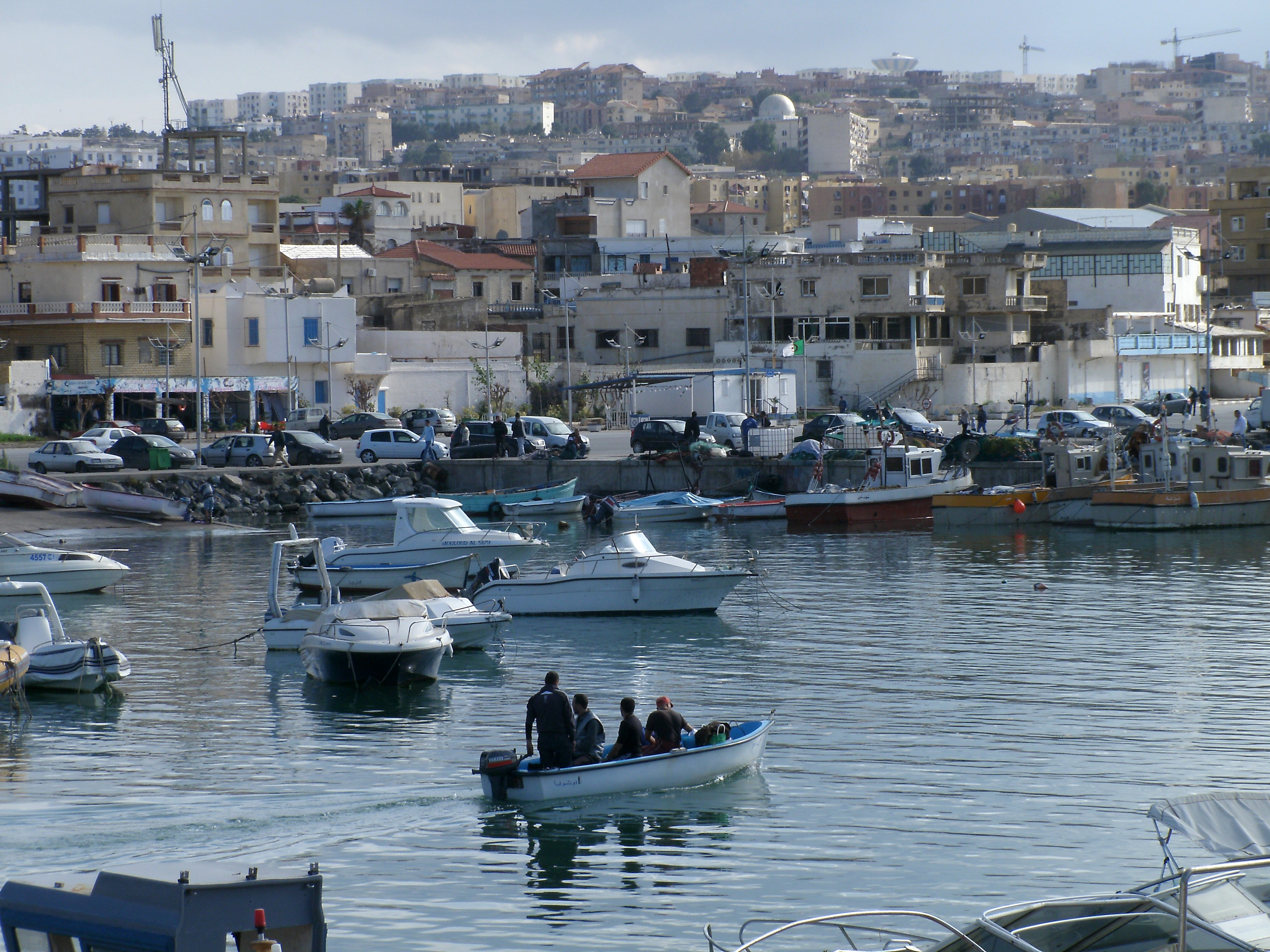
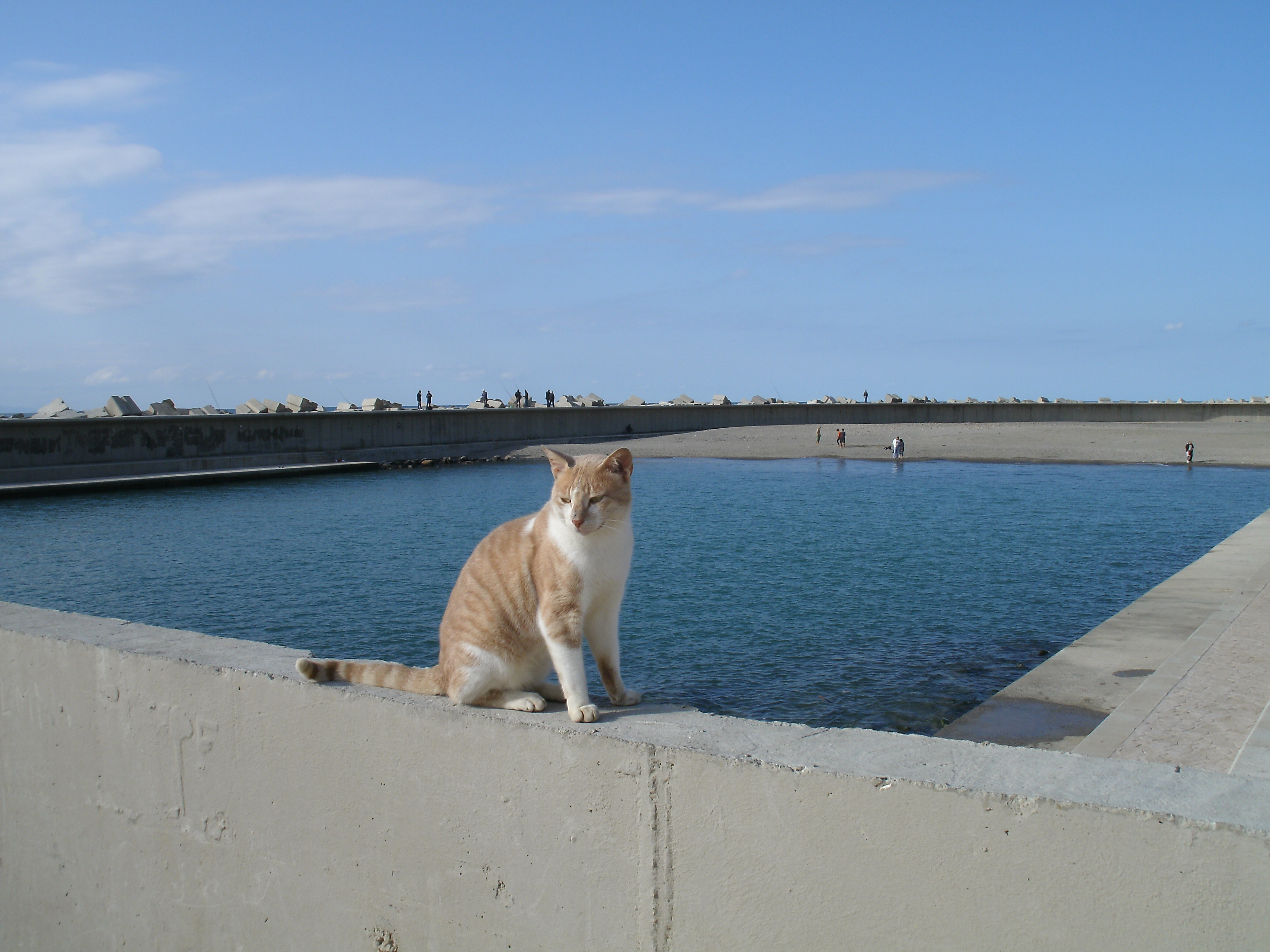
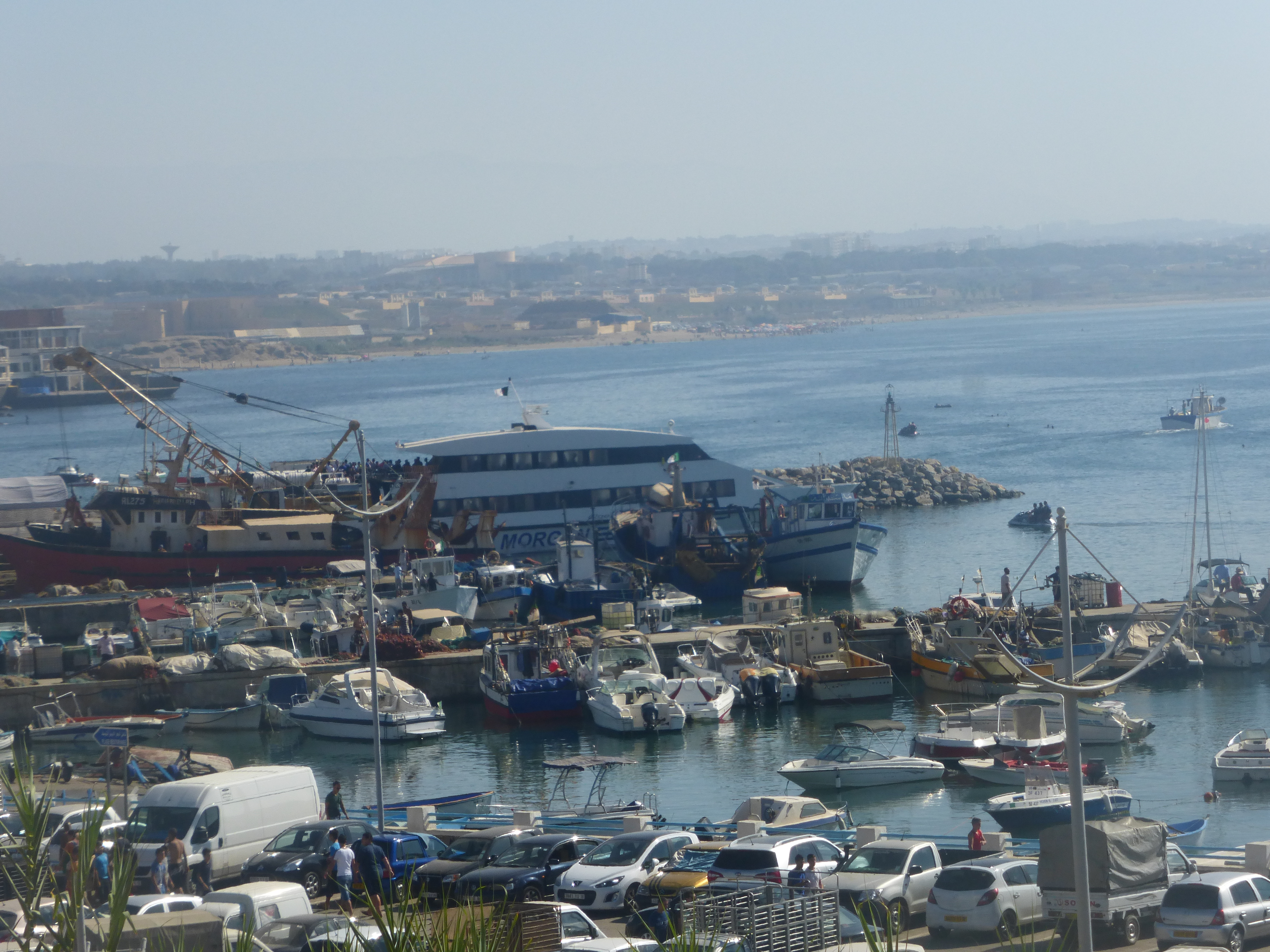
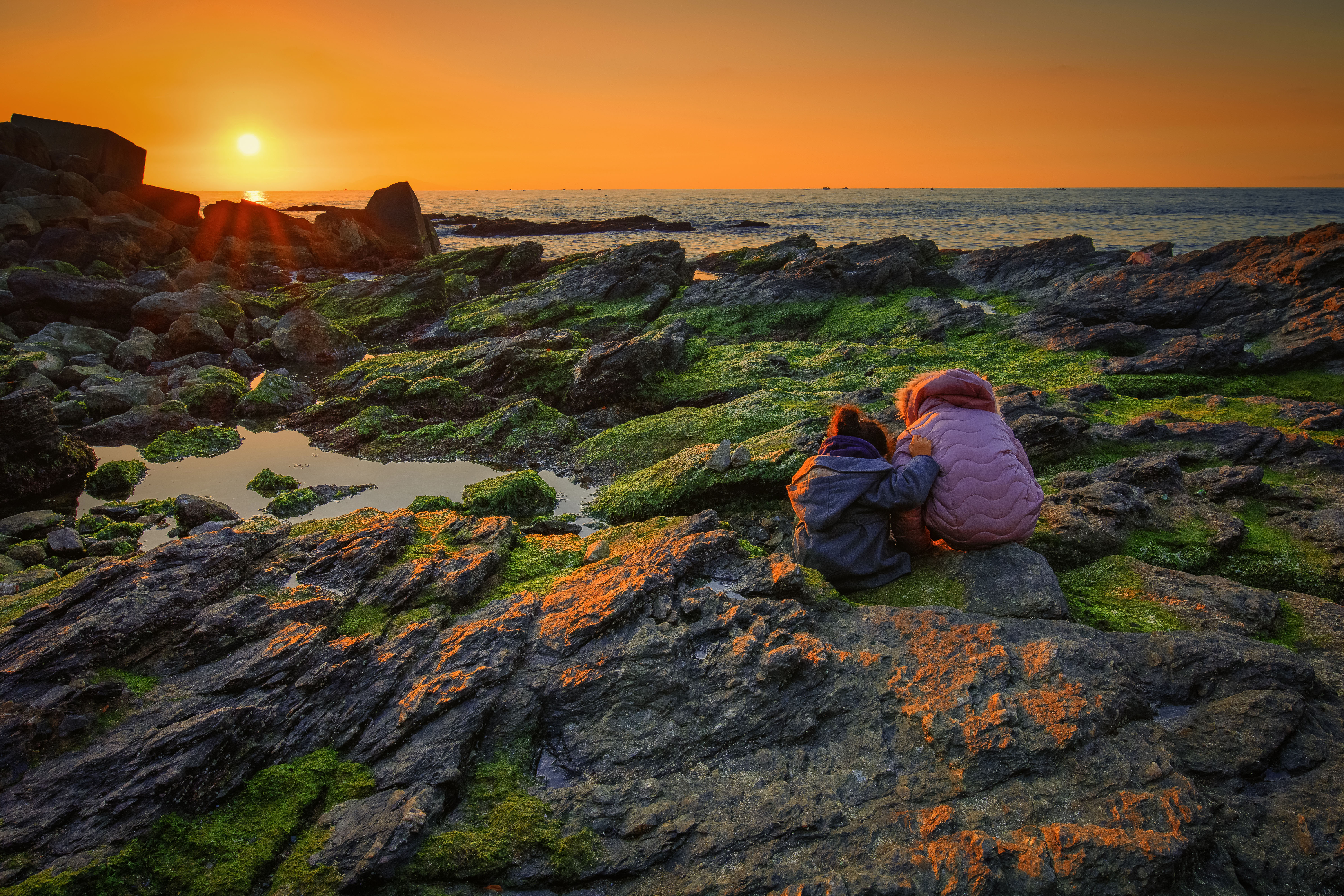